# ینی دمیرکاپی (گوله)
ینی دمیرکاپی (به ترکی استانبولی: Yenidemirkapı) یک منطقهٔ مسکونی در ترکیه است که در گوله (شهر) واقع شده‌است.